# James K. Knowles
James Kenyon Knowles (Cleveland, 14 de abril de 1931 – 1 de novembro de 2009) foi um matemático estadunidense.